# Hermann Friedrich Wendt
Hermann Friedrich Wendt (* 8. März 1838 in Leipzig; † 21. Oktober 1875 in Coswig (Sachsen)) war ein deutscher Mediziner und Hochschullehrer.

## Leben
Hermann Friedrich Wendt studierte von 1855 bis 1861 an den Universitäten Jena und Leipzig Medizin. 1856 wurde er Mitglied des Corps Thuringia Jena und 1856 des Corps Saxonia Leipzig. 1861 wurde er in Leipzig zum Dr. med. promoviert. Anschließend bildete er sich an den geburtshilflichen Anstalten in Prag und Wien fort. Von 1862 bis 1863 war er als Assistent an der geburtshilflichen Klinik in Leipzig tätig. Danach widmete er sich dem Spezialstudium der Ohrenheilkunde. Hierzu ging er abermals nach Wien und besuchte weitere Universitäten. 1866 habilitierte er sich in Leipzig für Ohrenheilkunde, übernahm die von Winter begründete otiatrische Poliklinik und lehrte bis 1874 als Privatdozent und anschließend bis zu seinem frühe Tod als außerordentlichen Professor Ohrenheilkunde. Im Oktober 1875 verstarb er in der Privatanstalt Lindenhof bei Coswig.
Von wissenschaftlicher Relevanz waren seine Forschungen über das Verhalten der Paukenhöhle beim Fötus und beim Neugeborenen und dessen forensische Bedeutung. Von Wendt stammte eine reiche Sammlung makro- und mikroskopischer Präparate im pathologischen Institut der Leipziger Universität.

## Schriften
- De valvulae vaginalis dispositione naturali, morbosa, vitiosa, 1866
- Lehre von den Operationen am Kopfe des menschlichen Körpers, 1865–66 (Mitarbeiter)
- Sinneswahrnehmungen und Sinnestäuschungen 1870 (Vortrag)
- Über die Krankheiten der Nasenrachenhöhle und des Rachens. In: Handbuch der speziellen Pathologie und Therapie (Herausgeber: Hugo von Ziemssen), 1875–1885, 17 Bände